# Vida Movahed
Vida Movahed (en persan : ویدا موحد) est une manifestante iranienne militant contre le port du voile obligatoire en vigueur en Iran.
En 2017, la photo de Vida Movahed avec son foulard suspendu au bout d'un bâton est devenu un symbole de la résistance en Iran et son action a été imitée par de nombreux militants à travers le monde. À la suite de son geste, Vida Movahed est arrêtée puis libérée après plusieurs semaines de manifestations mondiales.

## Biographie
Le 27 décembre 2017, Vida Movahed, âgée de 31 ans, enlève son foulard dans le centre de la capitale iranienne Téhéran pour protester contre le port du voile obligatoire et se met debout sur une boîte de distribution électrique située sur la très fréquentée rue d’Enghelab (rue de la Révolution). Pendant près d'une heure, elle tient silencieusement son foulard au bout d'un bâton,.
L’identité de Vida Movahed est initialement inconnue et elle fait parler d'elle comme « la femme de la rue Enghelab ». Peu de temps après, elle est arrêtée. Dans les jours suivants, plusieurs manifestations éclatent en Iran dénonçant la situation économique et le fondamentalisme religieux. En 2018, environ 4 000 arrestations avaient eu lieu en marge des mouvements de protestation contre la corruption, le chômage et la misère sociale.

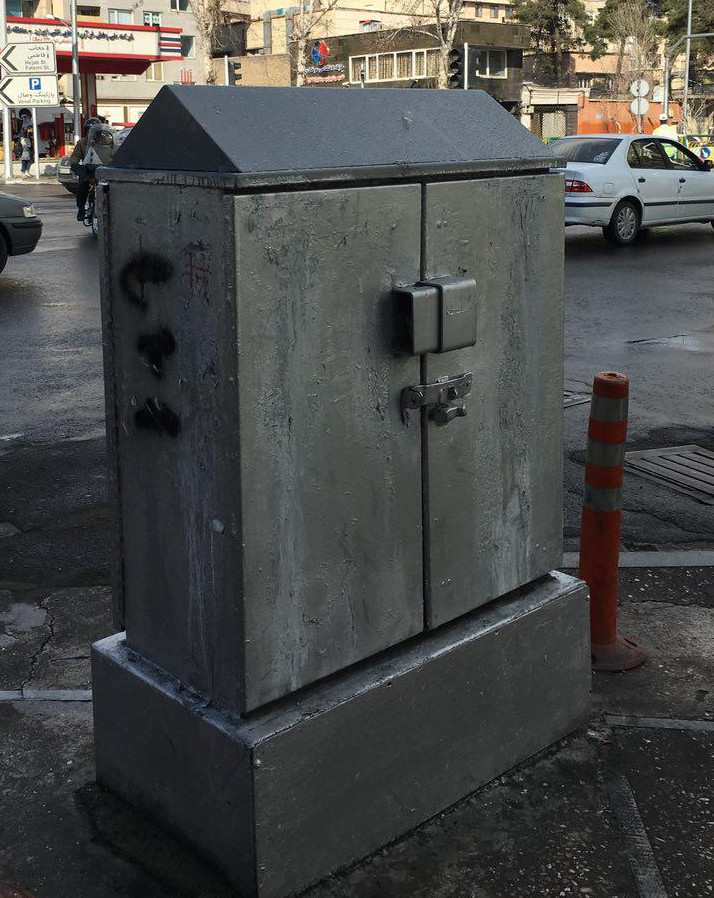
Le boîte de distribution électrique sur laquelle est montée Vida Movahed a été modifiée pour empêcher que l'incident ne se reproduise.

L’exemple de Vida Movahed est suivi par de nombreux imitateurs dans tout le pays et des photos et des vidéos de militantes se répandent rapidement sur les réseaux sociaux. Vida Movahed devient rapidement un symbole des manifestations dissidentes dans le pays et les images et les enregistrements de Vida Movahed attirent l’attention du monde entier. Le 24 janvier 2018, Amnesty International appelle le gouvernement iranien à libérer Vida Movahed immédiatement et sans condition. Selon l’avocate et militante des droits humains Nasrin Sotoudeh, elle est libérée le 28 janvier mais ne se présente plus en public.
En octobre 2018, Vida Movahed se montre à nouveau en public sans voile, debout sur la coupole construite au centre de la place Enghelab, d'où elle agite des ballons blancs et rouges.

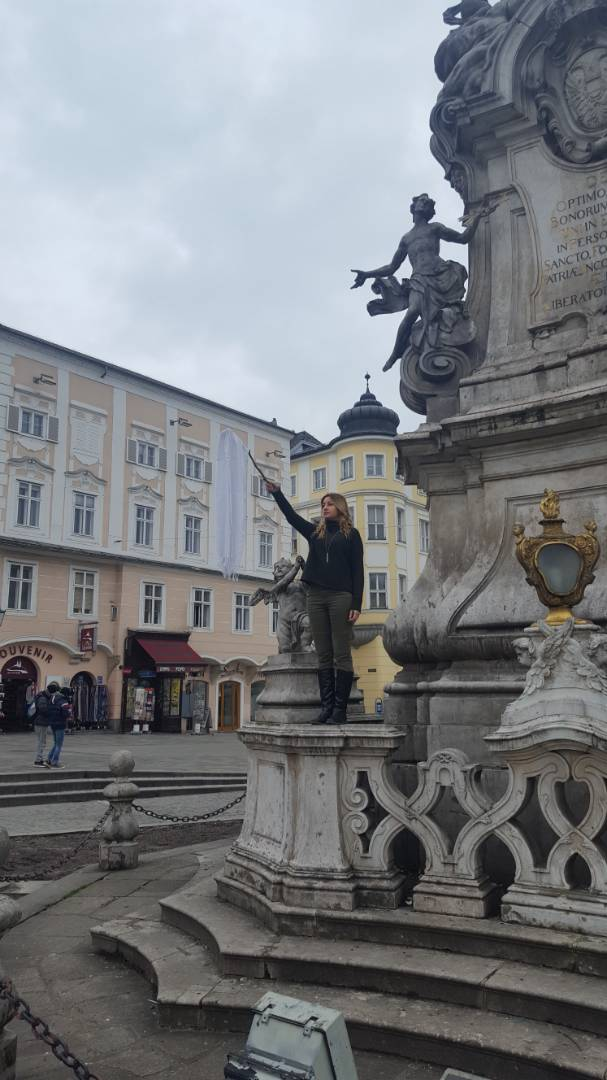
Iranienne sur la place principale de Linz (Autriche) imitant le geste de Vida Movahed